# Pediobius oophagus
Pediobius oophagus är en stekelart som först beskrevs av Alan Parkhurst Dodd 1917.  Pediobius oophagus ingår i släktet Pediobius och familjen finglanssteklar. Inga underarter finns listade i Catalogue of Life.